# Volta a Llombardia 1965
La Volta a Llombardia 1965 fou la 59a edició de la clàssica ciclista Volta a Llombardia. La cursa es va disputar el diumenge 16 d'octubre de 1965, sobre un recorregut de 266 km. El vencedor final fou el britànic Tom Simpson (Peugeot-Michelin-BP), que s'imposà davant el neerlandès Gerben Karstens (Televizier) i el francès Jean Stablinski (Ford France-Gitane-Dunlop).

## Classificació general
|    | Ciclista          | Equip                     | Temps   |
| -- | ----------------- | ------------------------- | ------- |
| 1  | Tom Simpson       | Peugeot-Esso-Michelin     | 6h47'00 |
| 2  | Gerben Karstens   | Televizier                | + 3'11" |
| 3  | Jean Stablinski   | Ford France               | m.t.    |
| 4  | Franco Bitossi    | Filotex                   | m.t.    |
| 5  | Gianni Motta      | Molteni                   | m.t.    |
| 6  | Raymond Poulidor  | Mercier-BP-Hutchinson     | m.t.    |
| 7  | Michele Dancelli  | Molteni                   | + 3'33" |
| 8  | Jacques Anquetil  | Ford France-Gitane-Dunlop | m.t.    |
| 9  | Marcello Mugnaini | Maino                     | m.t.    |
| 10 | Willy Monty       | Pelforth-Sauvage          | m.t.    |